# Maio II. Orsini
Maio II. Orsini (auch Mateo oder Matthaios Orsini) († 1259 oder 1264) aus der italienischen Familie Orsini war ab 1238 bis zu seinem Tod Pfalzgraf von Kefalonia.

## Leben
Die genaue Herkunft Maios II. ist nicht bekannt. Wahrscheinlich war sein Vater der Pfalzgraf Maio I. Orsini. Vor 1228 heiratete Maio II. die byzantinische Prinzessin Anna (Theodora) Angelina von Epirus, vermutlich eine Tochter von Michael I. Komnenos Dukas, dem Despoten von Epirus.
1238 starb Maio I., Maio II. wurde damit dritter Pfalzgraf von Kefalonia und Zakynthos. Wie auch sein Vorgänger unterwarf er sich als Vasall den Nachbarstaaten Sizilien, Epirus und Achaia.
Spätestens 1264 starb Maio II., sein Sohn Riccardo Orsini wurde sein Nachfolger.

## Nachkommen
- mit Anna (Theodora) Angelina (auch: Komnena Dukaina) von Epirus, vermutlich der Tochter von Michael I. Komnenos Dukas, hatte Maio II. vier Kinder:
  - Tochter, heiratete Guillaume de Méry, Sohn von Geoffroy de Méry, dem Connetable des Lateinischen Kaiserreiches
  - Riccardo I. Orsini, Pfalzgraf von Kefalonia
  - Teodoro (Theodosius) Orsini
  - Tochter, heiratete Baudouin d’Aine